# Hermann Levi

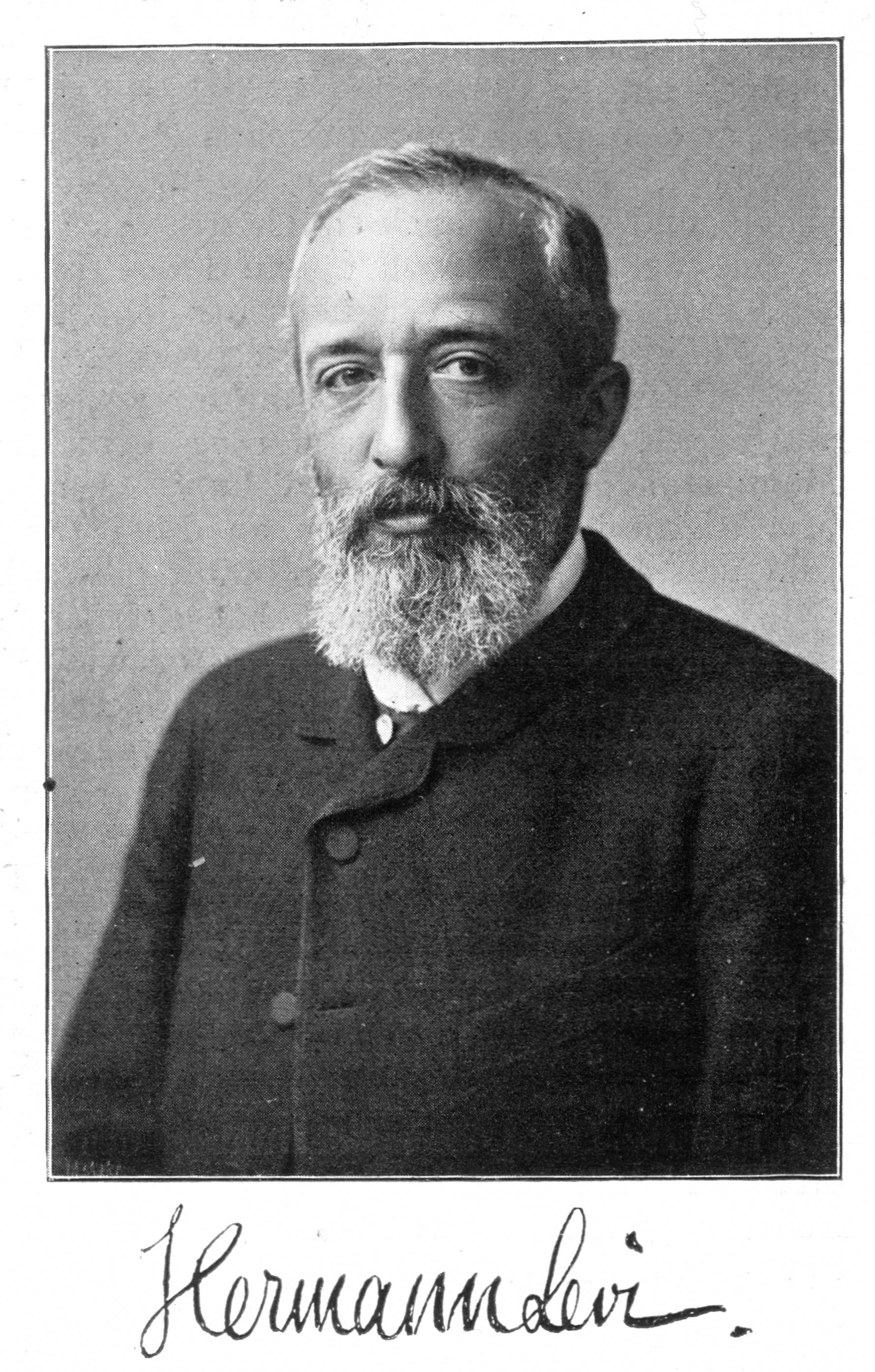
Hermann Levi

Hermann Levi (geboren 7. November 1839 in Gießen; gestorben 13. Mai 1900 in München) war ein deutscher Orchesterdirigent und Komponist, mit engen Verbindungen zunächst zu Johannes Brahms, später zu Richard Wagner. Er leitete u. a. die bedeutenden Hoforchester (Oper und Konzert) in Karlsruhe (1864–1872) und München (1872–1896). Auch dirigierte er für die Bayreuther Festspiele (1882–1894), insbesondere die Uraufführung des Parsifal. Seine Laufbahn wurde begleitet von höchster Wertschätzung für seine musikalischen, organisatorischen und Bearbeiterfähigkeiten, aber auch von antisemitischen Anfeindungen.

## Familie
Hermann Levi war der Sohn des hessischen Landesrabbiners Benedikt Levi. Dessen Vater war der Wormser Rabbiner Samuel Levi, ein Sohn des Rabbiners Wolf Levi in Pfersee bei Augsburg. Die Familie lässt sich von Hermann zurück über mindestens zehn Generationen (Hermann selbst sprach von 14) bis in die Mitte des 16. Jahrhunderts auf einer väterlichen Linie von Rabbinern zurückverfolgen.
Hermanns Mutter Henriette (1807–1842) entstammte der Tabakfabrikantenfamilie Mayer in Mannheim. Ihre Großväter waren der kurpfälzische Hoffaktor Gottschalk Mayer und der Mannheimer Bankhaus-Gründer Wolf Hajum Ladenburg. Henriette war mit ihrer „lebendigen Geistigkeit und starken musikalischen Begabung“ eine anziehende Erscheinung in der Gießener Gesellschaft.
Hermanns ältere Geschwister hießen Wilhelm und Emma. Bei der Geburt des vierten Kinds – Hermann war kaum drei Jahre alt – verstarb die Mutter; auch das Neugeborene blieb nicht lange am Leben.
Benedikt vermählte sich 1884 in zweiter Ehe mit der Gießener Kaufmannstochter Gitel Worms. Auch diese starb nur ein Jahr später, nach Geburt der Tochter Auguste. Benedikt ging keine weitere Ehe ein.
Hermanns Bruder Wilhelm studierte ebenfalls Musik und wurde Sänger. Später schlug er eine Bankkarriere ein und wurde Prokurist des Bankhauses Ladenburg. Nach seinem Übertritt zum Katholizismus nannte er sich Wilhelm Lindeck. Auf Hermanns Vermittlung hin wurde er für ein knappes Jahrzehnt Vermögensverwalter von Johannes Brahms.
Hermann Levi selbst vermählte sich, mit 56 Jahren und gesundheitlich bereits so weit angeschlagen, dass er nicht mehr dirigieren konnte und um seine Pensionierung angesucht hatte, am 7. November 1896 mit Mary Fiedler (1854–1919), einer Tochter des Kunsthistorikers Julius Meyer und Witwe des Kunsthistorikers Konrad Fiedler (1841–1895). Die Heirat erfolgte allein standesamtlich (dies noch zu Lebzeiten seines Vaters, mit dem Levi eine sehr enge Beziehung pflegte). In der Heiratsurkunde ist in der Rubrik „Religionszugehörigkeit“ der Vermerk konfessionslos eingetragen. Das Paar hatte sich mit der Möglichkeit einer christlich-kirchlichen Segnung („Ein Pfarrer wäre dazu bereit gewesen“) ernsthaft beschäftigt, es schließlich dennoch als „ehrlicher“ empfunden, auf eine solche zu verzichten.

## Leben

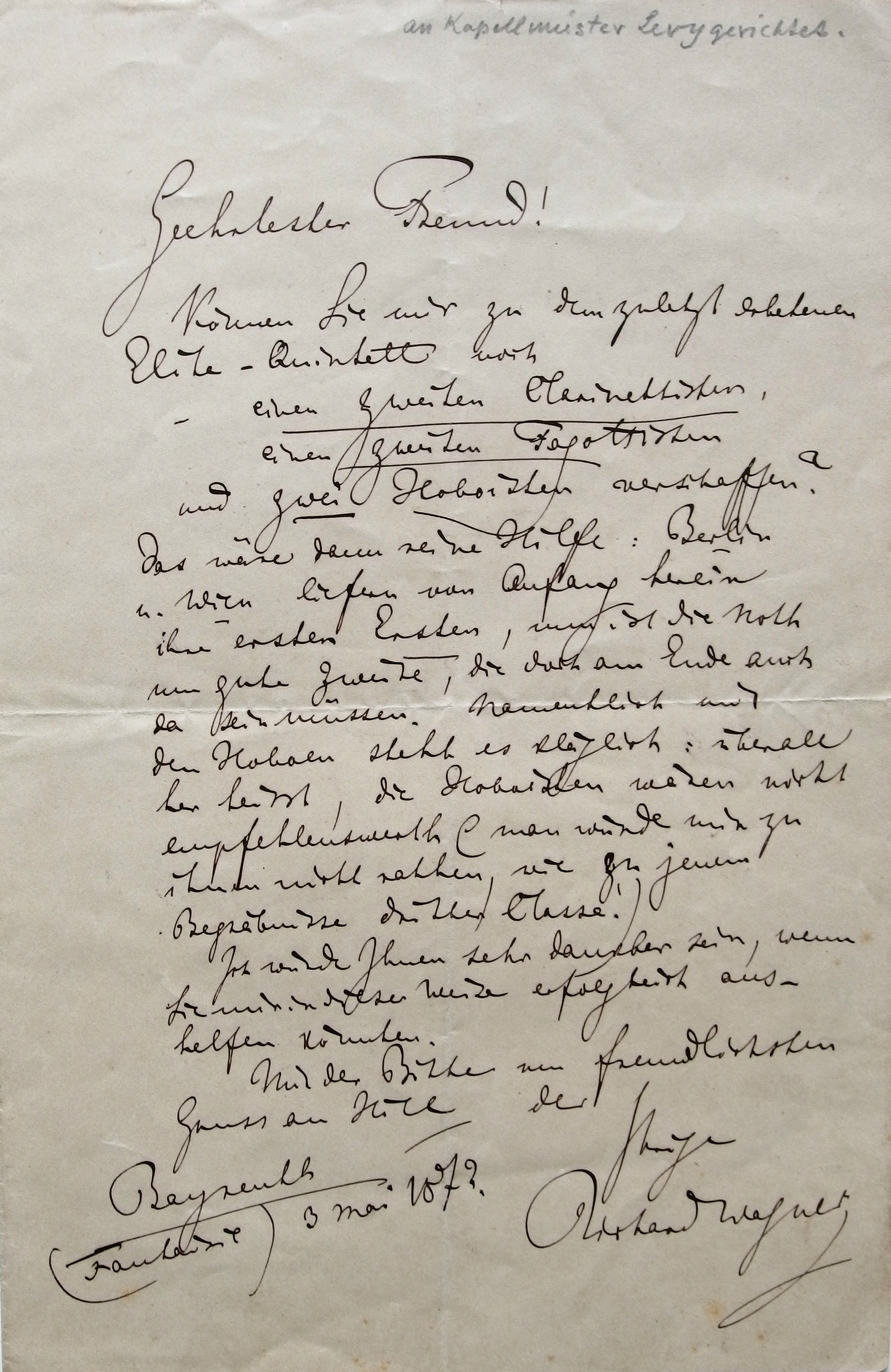
Richard Wagner an Hermann Levi, Bayreuth, 3. Mai 1872

Hermann Levi wuchs zunächst in Gießen auf. Seine außergewöhnliche Musikalität äußerte sich früh; er galt in seiner Heimatstadt als pianistisches Wunderkind und spielte ab dem Alter von sechs Jahren öffentliche Klavierkonzerte. Der Vater förderte eine Hinwendung seiner beiden Söhne zum künstlerischen Beruf – dies bemerkenswert insbesondere in Anbetracht der jahrhundertelangen rabbinischen Tradition der Familie.
Im Alter von zwölf Jahren begann Levi (unter Obhut einer Großtante) in Mannheim parallel zum Besuch des Lyceums ein musikalisches Studium bei Hofkapellmeister Vinzenz Lachner. Von 1855 bis 1858 studierte er am Leipziger Konservatorium, das er mit glänzenden Leistungen insbesondere am Piano, in Komposition und Dirigieren abschloss. Nach einem Studienaufenthalt im Winter 1858/59 in Paris übernahm er nach Empfehlung durch Lachner den Posten des Musikdirektors in Saarbrücken. 1861 wechselte er nach Mannheim. Von 1862 bis 1864 war er Chefdirigent der Deutschen Oper in Rotterdam, anschließend bis 1872 am Großherzoglichen Hoftheater Karlsruhe.  In Karlsruhe begann er 1864 mit dem Lohengrin und dirigierte dort 1869 als Zweiter nach der Münchener Uraufführung Die Meistersinger von Nürnberg. Das Angebot, die Uraufführung von Die Walküre in München zu übernehmen, schlug er 1869 aus.
In Karlsruhe begann eine enge freundschaftliche und künstlerische Beziehung zu Johannes Brahms; Levi brachte in stetem Kontakt zahlreiche Werke des Komponisten zur Aufführung, darunter die Uraufführungen von Schicksalslied, Alt-Rhapsodie, Triumphlied, Liebeslieder-Walzer, Klavierquintett. Mit dem sechs Jahre älteren Brahms begegnete Levi einer „ersten überragenden musikalischen Persönlichkeit, die er uneingeschränkt bewunderte und der er sich vertrauensvoll unterordnen konnte“. Die innige Freundschaft sollte sich später allerdings entfremden und 1875 im Eklat nach einer heftigen Aussprache auseinanderbrechen, bei der auch Levis zunehmende Hinwendung zu Richard Wagners Musik eine entscheidende Rolle spielte. Die künstlerische Zusammenarbeit war damit beendet, auch wenn Levi (in reduziertem Umfang) weiterhin Werke von Brahms aufführte.
In der Karlsruher Zeit entstand ebenfalls eine enge persönliche und vielfältige künstlerische Beziehung zu Clara Schumann, welche zeitlebens herzlich anhielt. Sie verstanden es, das (auch für Clara) „Reizthema“ Wagner aus ihrem Verhältnis weitgehend herauszuhalten; dies zeigt insbesondere der Briefwechsel.
Ab 1872 amtierte Levi als Generalmusikdirektor und Hofkapellmeister am Königlichen Hof- und Nationaltheater in München, bis er sich 1896 aus gesundheitlichen Gründen zurückzog und in Partenkirchen niederließ. 1872 wurde er Mitglied der Zwanglosen Gesellschaft München, der er bis zu seinem Tode angehörte.
Obwohl aus bedeutenden jüdischen Familien stammend, war Levi in die christliche Mythenwelt Richard Wagners hineingewachsen und ab 1871 mit dem Komponisten freundschaftlich verbunden. 1874 dirigierte er erstmals den Tristan und wurde bekannte Joseph Joachim zum „Wagnerianer“ geworden zu sein, 1878 dann den kompletten Ring. Auf dem Höhepunkt seiner Laufbahn dirigierte Levi im Juli 1882 die Uraufführung des Parsifal in Bayreuth. Wagner wies Kritik, sein „heiligstes“ Werk nicht von einem Juden dirigieren zu lassen, entschieden zurück. Jedoch hatte es des Beharrens König Ludwigs II. bedurft, der die Hofkapelle nur unter der Leitung Levis von München nach Bayreuth zu schicken bereit war. Zudem stand immer die Forderung Wagners an Levi, sich taufen zu lassen, im Raum. Dieser Erwartung entsprach Levi bei aller Verehrung Wagners zwar nie, der äußere und vor allem innere Konflikt belastete ihn jedoch sehr, wie sich Levis Schüler Felix Weingartner erinnerte.
Im Februar 1883 besuchte er Wagner in Venedig, am Tag nach seiner Abreise starb Richard Wagner. Levi dirigierte März/April des Jahres den Zyklus von Gedächtnisaufführungen mit allen Opern Wagners in München. Er blieb bis 1894 der „Major“ und die rechte Hand der Witwe Cosima Wagner bei der Leitung der Bayreuther Festspiele. Der anhaltende Erfolg der Musik Richard Wagners nach dessen Tod ist eng mit Levis Namen verknüpft. Antisemitische Anfeindungen auch durch Richard Strauss, der sich 1891 über das jüdische Dirigat des heiligen Parsifal bei Cosima Wagner, ebenfalls eine glühende Antisemitin, beschwerte, belasteten ihn schwer.
Levi führte den „Mozart-Zyklus“ in das deutsche Opernrepertoire ein. Er übersetzte selbst die Libretti von Lorenzo da Ponte zu Mozarts Opern Le nozze di Figaro, Don Giovanni und Così fan tutte ins Deutsche. Dabei bemühte er sich geschickt, die beim Gesang wichtigen Vokale des italienischen Originals möglichst zu erhalten; so übersetzte er zum Beispiel in „Cinque... dieci.... venti... trenta... trentasei...quarantatre“ (Le Nozze di Figaro) das letzte Zahlwort nicht (wörtlich) mit „dreiundvierzig“, sondern (vokalerhaltend) mit „ja, ja, es geht“. Diese Übersetzungen erfreuen sich bis heute großer Beliebtheit und haben sich gegen andere Übersetzungsversuche durchgesetzt; viele Formulierungen daraus wurden geflügelte Worte („Reich mir die Hand, mein Leben“). Ein Umstand, der die Nationalsozialisten in Verlegenheit bringen sollte: Einerseits sollten Opern nur in deutscher Sprache aufgeführt werden, und andererseits war das Libretto des konvertierten Juden da Ponte auch noch von einem weiteren Juden, nämlich Levi, übersetzt worden.
Levi verfolgte in jungen Jahren zunächst eine Karriere als Komponist: In Paris entstand als sein op. 1 ein an Schumann orientiertes Klavierkonzert in a-Moll, das vom Gewandhausorchester Leipzig uraufgeführt wurde, außerdem eine Symphonie, eine Violinsonate, Klavier- und Kammermusik sowie verschiedene Liedvertonungen. Nach einer harschen Kritik von Brahms an seinen Werken gab Levi jedoch diesen Teil seiner musikalischen Tätigkeit trotz großer Erfolge auf und vernichtete alle Manuskripte. Erhalten geblieben sind lediglich die im Druck erschienenen Werke, zwei Liederzyklen und die Solostimme des Klavierkonzerts. Das verloren geglaubte Orchestermaterial des Klavierkonzerts wurde vom Pianisten und Dirigenten Martin Wettges in der Zentralbibliothek Zürich wiederentdeckt. Er rekonstruierte daraus die Partitur und führte das Werk am 1. Juni 2008 wieder auf (Christian Schröder, Begleitheft zu einer Aufführung des Klavierkonzerts am 4. Februar 2014 in Gießen).

## Ehrungen
Im Gießener Musikerviertel ist ebenso eine Straße nach ihm benannt wie in Münchens Norden (Freimanner Heide). In Bayreuth gibt es ihm zu Ehren eine Levistraße. Im Theaterpark der Stadt Gießen wurde zudem im Jahr 2007 eine Büste des Bildhauers Detlef Kraft aufgestellt, an deren Sockel die wichtigsten Stationen aus Levis Leben auf einer Tafel wiedergegeben werden. Der Konzertsaal im Rathaus von Gießen wurde im November 2014 in Hermann-Levi-Saal umbenannt. Die Stadt Karlsruhe benannte 2017 den Platz vor dem Badischen Staatstheater nach ihm.
Um Hermann Levis Bedeutung für die Musik und insbesondere seinem zukunftsweisenden Schaffen am Nationaltheater München Rechnung zu tragen, wurde im Juli 2021 die Orchesterakademie des Bayerischen Staatsorchesters in „Hermann-Levi-Akademie“ umbenannt.
Hermann Levi ist zudem seit 1898 Ehrenbürger des Marktes Partenkirchen (ab 1935 Garmisch-Partenkirchen), wo er eine Villa hatte bauen lassen und er in einem Mausoleum beerdigt wurde.

## Kontroversen um Andenken und Ruhestätte

Mausoleum Hermann Levi in Partenkirchen, gestaltet 1900/01 durch Adolf von Hildebrand; Zustand um 1910

Im Jahr 1925 benannte die Gemeinde eine an Levis Mausoleum im Park seiner Partenkirchener Villa Haus Riedberg  vorbeiführende Straße ihm zu Ehren als Hermann-Levi-Weg. Im nationalsozialistischen Regime (1934 oder 1935) wurde die Straße nach Theodor Fritsch umbenannt, einem Verleger antisemitischer Hetzschriften. Als nach dem Krieg nun wiederum dieser Name nicht mehr opportun schien und die Straße erneut umbenannt werden sollte, entschied sich die Marktgemeinde gegen den Namen Levis und für eine unverfängliche Karwendelstraße. Pläne, dem einstigen Förderer der Gemeinde durch Umbenennung eines Teils der Hindenburgstraße erneut eine Straße zu widmen, zerschlug ein Bürgerentscheid im Jahr 2013.
Auf dem Grundstück der Villa wurde Levi auch zur letzten Ruhe gebettet. Der Leichnam war zunächst temporär in der Elterngrabstätte seiner Witwe Mary (geb. Meyer) auf dem Münchner Ostfriedhof beerdigt worden, bevor das vom führenden Bildhauer und engen Freund Adolf von Hildebrand künstlerisch gestaltete Mausoleum  fertiggestellt werden konnte. Das 4,80 m hohe, 4,50 m breite und 2,50 m tiefe Bauwerk mit seiner etwa 20 m breiten, durch eine Mauer oval eingefassten Grünanlage überstand mögliche Schändungen in der Zeit des Nationalsozialismus in der Substanz unbeschadet.

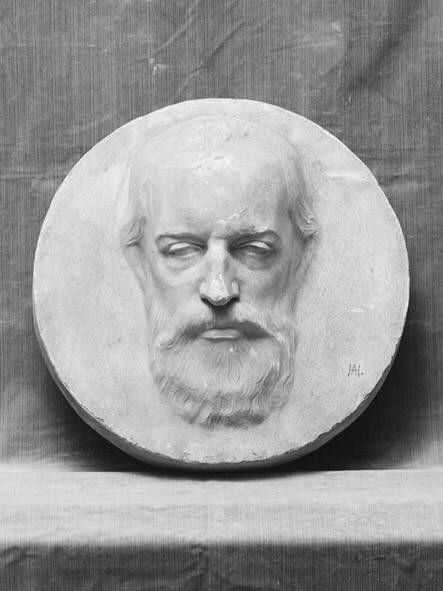
Gips-Modell des Portrait-Tondos an der Rückwand der Mausoleums-Halle
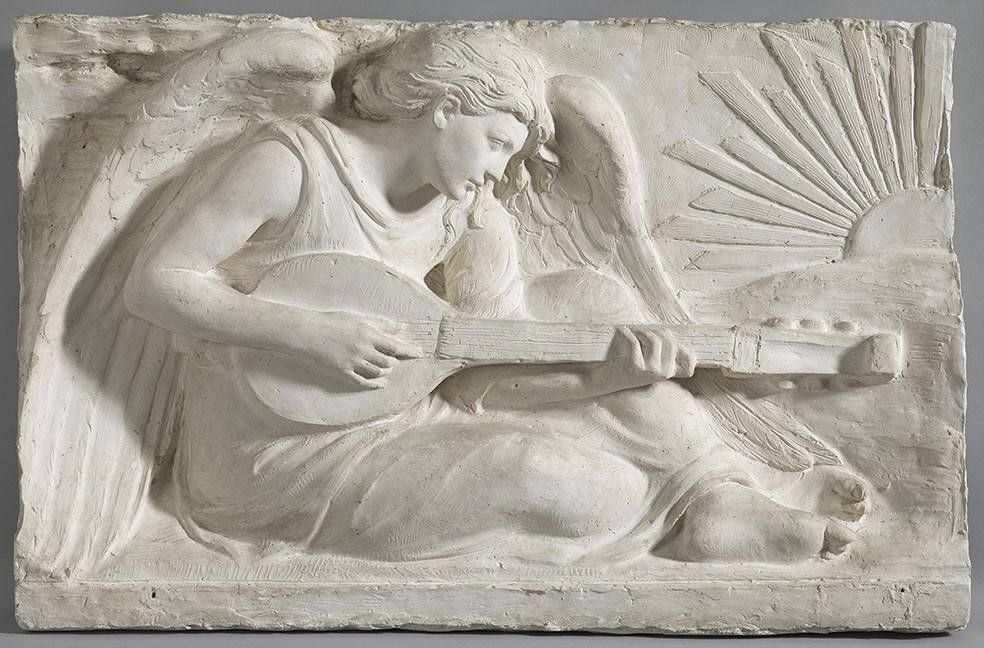
Gips-Modell des Reliefs im zentralen Mauer-Giebel über der Halle (Laute spielender Engel)
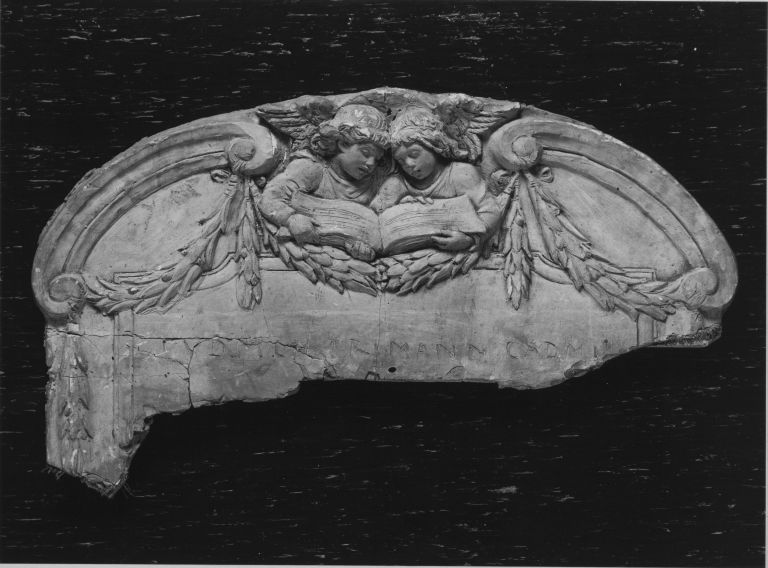
Gips-Modell (Fragment) für die Inschrifttafel, spätere Grabplatte
Zustand der Anlage 1901 vor Einsetzen des Giebel-Reliefs

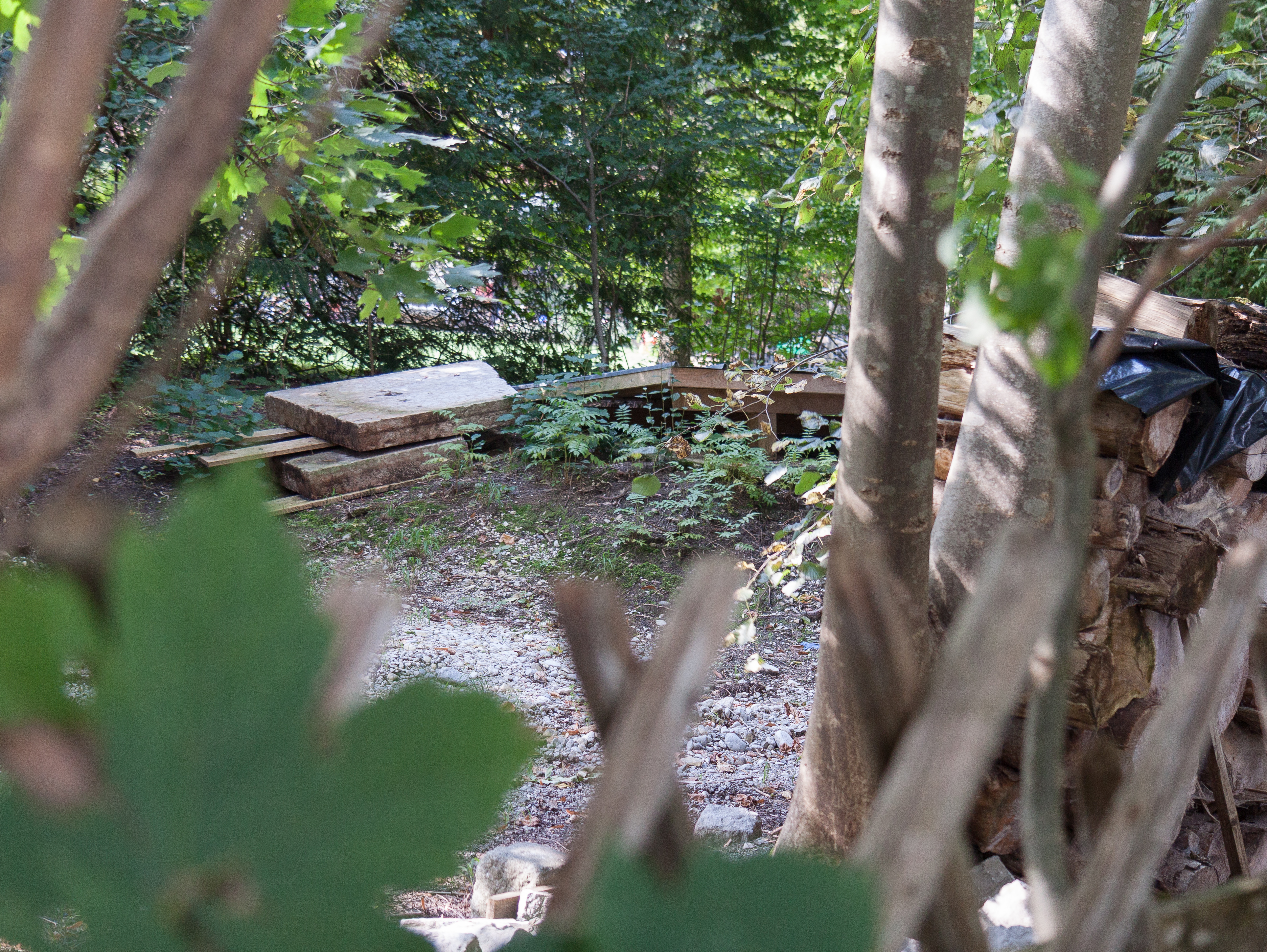
Zustand des Grabs im September 2018

Im Jahr 1957 genehmigte die Gemeinde auf Antrag des damaligen Grundstücksbesitzers die (so wörtlich) „Beseitigung“ der Anlage. (Eine mitunter in der Literatur als Begründung für den Abriss angeführte Straßenverbreiterung lässt sich aus den Gemeindeunterlagen nicht belegen.)
Über der Gruft verblieb einzig noch die eingefasste Grabplatte aus Rotmarmor, auch diese durch v. Hildebrand künstlerisch gestaltet und seit 1991 unter Denkmalschutz. Sie verblieb der Witterung ausgesetzt (später zeitweilig provisorisch bedeckt) und wuchs stark ein. Ein späterer Besitzer (auch Gemeinderat 2008–2014) nutzte den Bereich nahe der Gruft, Überlegungen der Pietät unbeschadet, großflächig als Abstellfläche für Baumaterialien, Brennholz und Sonstiges.
Ab dem Jahr 2006 gab es Initiativen, den sterblichen Überresten des Ehrenbürgers und Wohltäters von Partenkirchen am Ort wieder eine würdige, seiner Bedeutung gerechte Ruhestätte zu verschaffen; diese scheiterten.
Da keine Gewissheit bestand, ob sich Levis Gebeine tatsächlich noch in der Gruft befänden, wurde diese am 16. Mai 2018 im Beisein u. a. eines Rabbiners und der Bürgermeisterin Meierhofer geöffnet. Bei der Untersuchung fand man in einem verplombten Zinksarg mit Levis Namenszug einen Leichnam vor. Damit war die hinreichende Gewissheit hergestellt und die Gruft wurde wieder verschlossen.
Nach Konsultation mit der Präsidentin der Israelitischen Kultusgemeinde München und Oberbayern Charlotte Knobloch beschied diese im Juli 2018, den Leichnam Levis an einem noch zu bestimmenden Zeitpunkt auf den Neuen Israelitischen Friedhof in München zu überführen: „Wir sind eine Religionsgemeinschaft und müssen nach unseren Religionsgesetzen handeln, die besagen, dass jeder jüdische Mensch auf einem jüdischen Friedhof beerdigt werden muss.“ Die Witwe Levis freilich hatte ihren verstorbenen Mann konfessionslos bestatten lassen. Hinweise, dass dies nicht im Einklang mit den Wünschen ihres Mannes geschehen wäre, sind keine bekannt und wurden in der Diskussion auch nicht vorgebracht.
Im Februar 2019 wurde wiederum dieser Beschluss verworfen: Levi solle nun doch nicht umgebettet, sondern die Partenkirchner Grabstätte in einen „repräsentativen Zustand“ versetzt und öffentlich zugänglich gemacht werden. Als offizieller Grund wurde angegeben, an der geplanten Münchner Grabstätte neben dem Holocaust-Überlebenden Max Mannheimer herrschten „beengte Platzverhältnisse, [so] dass die Übertruhe mit Levis Gebeinen keinen Raum gefunden hätte“.
Als Abschluss der langjährigen Verhandlungen gelangte die Marktgemeinde im November 2019 durch einen Flächentausch von etwa 50 Quadratmetern zum Eigentum des Grunds mit der Levi-Gruft. Die Jury (unter Teilnahme u. a. von Frau Knobloch) eines ausgeschriebenen künstlerischen Wettbewerbs kürte im April 2020 einen Siegerentwurf zur Gestaltung der Grabstätte. Die durch die Künstlerin Franka Kaßner neugestaltete Grabstätte wurde am 2. Juli 2021 der Öffentlichkeit vorgestellt.
Die ebenfalls langjährig diskutierte Benennung des Partenkirchner Kurparks nach Hermann Levi lehnte der Marktgemeinderat am 11. Dezember 2019 „nach emotionaler Debatte“ mit konservativer Mehrheit (11:19 Stimmen) ab.

## Briefe
- Briefwechsel Robert und Clara Schumanns mit Franz Brendel, Hermann Levi, Franz Liszt, Richard Pohl und Richard Wagner, hrsg. von Thomas Synofzik, Axel Schröter und Klaus Döge (= Schumann-Briefedition, Serie II, Band 5), Köln: Dohr 2014.

## Bibliografie
- Gedanken aus Goethes Werken. Gesammelt von Hermann Levi. Verlagsanstalt F. Bruckmann, München 1901 und öfter
- Wie freue ich mich auf das Orchester! Briefe des Dirigenten Hermann Levi. Ausgewählt und kommentiert von Dieter Steil. Köln: Dohr, 2015, ISBN 978-3-86846-123-7

## Dokumente
Briefe von Hermann Levi befinden sich im Bestand des Leipziger Musikverlages C. F. Peters im Staatsarchiv Leipzig.